# Gnoma agroides
Gnoma agroides är en skalbaggsart som beskrevs av Thomson 1860. Gnoma agroides ingår i släktet Gnoma och familjen långhorningar.
Artens utbredningsområde är Sulawesi. Inga underarter finns listade i Catalogue of Life.

## Bildgalleri

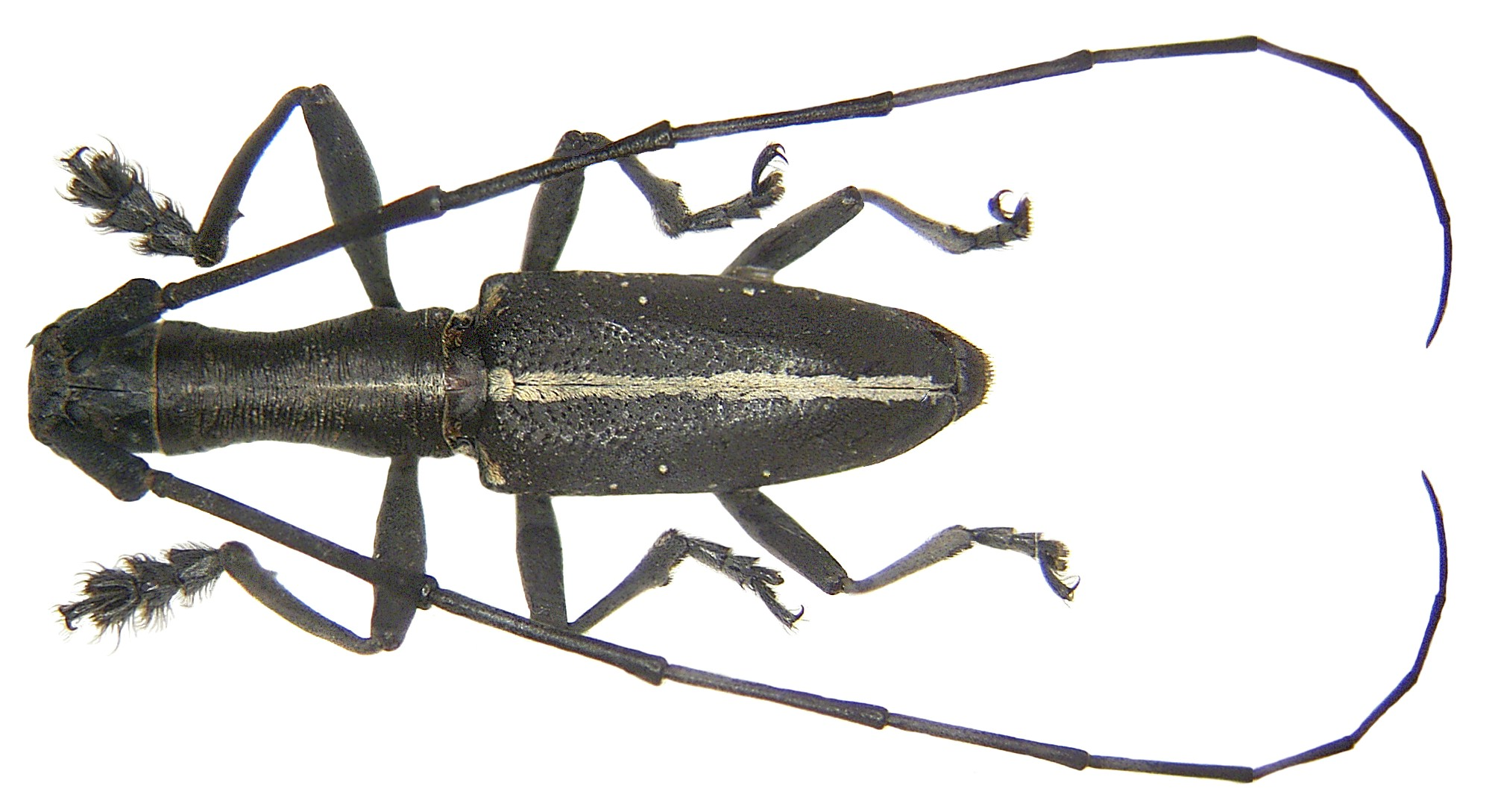